# Supunere (roman)
Supunere (în franceză Soumission) este un roman scris de Michel Houellebecq, apărut la 7 ianuarie 2015. Imediat după publicare, romanul a devenit bestseller în Franța, Germania și Italia. Aparține genului ficțiune politică, fiind într-un anume fel un roman de anticipație. De asemenea, lucrarea a atras atenția asupra ei, întrucât a fost publicată în aceeași zi în care a avut loc Atentatul împotriva revistei Charlie Hebdo.

## Rezumat
În 2022, într-o luptă electorală strânsă pentru președinția Franței între candidatul dreptei naționaliste, Marine Le Pen, și liderul „Frăției musulmane”, Mohamed Ben Abbes, victoria o va obține, în turul II, cu sprijinul stângii franceze, politicianul musulman.
Franța va trece printr-un regim de „islamizare rațională”, cu unele aspecte așa-zis pozitive, cum ar fi reducerea șomajului (femeile vor abandona serviciul și bărbații vor avea mai multe locuri de muncă), creșterea natalității prin admiterea poligamiei, descreșterea infracționalității și a dezmățului libertin etc. Se extinde și portul musulman: femeile vor abandona hainele occidentale – într-o primă fază, de „tranziție vestimentară”, acestea vor îmbrăca halate de bumbac peste pantaloni...
Personajul principal al romanului, François, un profesor universitar trecut de 40 de ani, ateu, se convertește la islam, după ce fusese dat afară de la serviciu – Sorbona este o instituție dominată de noua credință. Devine musulman pentru a reveni la catedră – împotrivirea și independența de gândire nu-și au niciun rost. Nu este singurul care se „supune”. Colegul său, rectorul universității, convertit și el la islam (omul se bucură deja de avantajele poligamiei, are mai multe neveste), rezumă aproape aforistic situația: „Această Europă care era piscul civilizației umane s-a sinucis în câteva decenii”. Și viziunea sa are forța unei profeții în curs de materializare: islamul cucerește țară după țară, continent după continent, iar liderul „noii” Franțe, Mohamed Ben Abbes, aspiră să devină președintele Uniunii Europene.

## Legături externe
- Franța, islamul, Houellebecq și „Supunerea” Ziarulnational.md; Vasile Gârnaț, 12.01.2015
- Noul roman al lui Michel Houellebecq, Supunerea, stârnește controverse Arhivat în 14 februarie 2015, la Wayback Machine. Metropotam.ro